# المعركة الثانية من ممر الفيل
```
المعركة الثانية من ممر الفيل
 
[
3
]
 (التي أطلق عليها اسم عملية موجات التواصل الثالثة (ஓயாத அலைகள் மூன்று) 
[
3
]
 من نمور التاميل)، والمعركة وقعت في أبريل 2000 من أجل السيطرة على القاعدة العسكرية السريلانكية في ممر الفيل، 
جفنا (سريلانكا)
.
```

## الخلفية
في عام 1991، قامت نمور التاميل بأول محاولة لأخذ قاعدة ممر الفيل. كان الهجوم فشلاً، حيث استمرت القوات بقيادة الكولونيل ساراث فونسيكا على الرغم من الصعاب الهائلة والعملية التالية. عانى النمور أكثر من 1000 ضحية. في ظل هذه الظروف، غيّر زعيم «جبهة نمور تحرير تاميل إيلام» فيلوبيلاي برابهاكاران استراتيجيته ليأخذ «ممر الفيل» عبر تطويق القوات وإضعافها تدريجيا، مما أدى إلى قطع الإمدادات وخنق القاعدة في الواقع. كانت الفكرة تجنب الاعتداء الجبري الذي كان سيؤدي إلى فقدان العديد من أرواح جبهة نمور تحرير تاميل إيلام، لأن الجيش كان له تفوق عددي ولوجستي. يعتبر مضيق ممر الفيل ذا أهمية إستراتيجية، حيث أنه يربط البر الرئيسى الشمالي المعروف باسم وانى مع شبه جزيرة جفنا (سريلانكا). يمر طريق جفنا (سريلانكا) كاندي وطريق A-9 السريع وخط السكك الحديدية إلى جفنا (سريلانكا) عبر ممر الفيل، مما يجعل شريط ضيق من الأرض بمعنى البوابة إلى جفنا (سريلانكا). كان يعتقد أن ممر الفيل عبارة عن مجمع عسكري منيع. قبل المعركة استولت جبهة نمور تحرير تاميل إيلام على الدفاعات الجنوبية حول القاعدة ثم قطعت رابط البحر بها عن طريق الاستيلاء على المنطقة المحيطة بفيتيليكيرني وقطع الطريق السريع الشمالي الرئيسي، مما يهدد بعزل القاعدة بالكامل.

## المعركة
بدأت المرحلة الأولى من حملة جبهة نمور تحرير تاميل إيلام للسيطرة على شبه الجزيرة في 11 ديسمبر 1999. وقد اتخذت المخيمات في فيتيلكيرني وكاتايكادو على الساحل الشرقي وبولافيلي إلى الشمال من ممر الفيل في عملية برية / بحرية مشتركة. وفي الوقت نفسه، تم جلب القسم 53 من جيش سريلانكا للتخفيف من الضغط على الفرقة الرابعة والخمسين المنتشرة في قطاع ممر الفيل. الفرقة 53 كانت قوة النخبة التي تم تدريبها من قبل الولايات المتحدة وباكستان. كان لديهم سلسلة من الضباط، بما في ذلك العميد. جامينى هيتياراتشي، الجنرال سيسرا ويجسينغ، العميد. سيفالي وانيجاسيكارا والعميد. اوجوداويلا. وفي 22 أبريل 2000، هاجمت جبهة نمور تحرير تاميل إيلام المجمعين التوأمين إيياكاتشي وممر الفيل، وقصفت المواقع الحكومية. اقتحمت وحدات النمور السوداء المخضرمة في جبهة نمور تحرير ايلام في قاعدة اياكاكاشى العسكرية في الساعات الأولى من صباح اليوم في هجوم متعدد الجوانب واجتاحت المعسكر المحصن جيدا بعد عدة ساعات من القتال العنيف. وتوغل متمردو نمور تحرير تاميل إيلام المتمركزين في القاعدة المركزية ودمروا عدة قطع مدفعية ودبابات ومركبات مدرعة ومخابئ ذخيرة. مع سقوط وانهيار هيكل القيادة لقواتها المدافعة، تحركت الوحدات القتالية لـ جبهة نمور تحرير تاميل إيلام بسرعة واقتحمت ممر الفيل من اتجاهات مختلفة. بحلول وقت متأخر من المساء قررت قيادة الجيش اخلاء جميع مواقعها في ممر الفيل وأمرت بخط دفاعي جديد إلى الشمال. بيد أن قرار المؤسسة الدفاعية بنقل القوات من قاعدة «ممر الفيل»، أجبروا على ذلك أساسًا بسبب نقص مياه الشرب. كان المخيم مجهزًا بآلات لتحلية المياه، ولكن تم تكسيره ولم يتم إصلاحه.
التقطت جبهة نمور تحرير تاميل إيلام ثلاثة قطع مدفعية بعيدة المدى من عيار 152 ملم، وقطعتين مدفعيتين من عيار 122 ملم، و 12 قذيفة هاون 120 ملم، ومدفع 25 ملم، وعدة رشاشات من عيار 50، ومئات من القذائف الصاروخية وآلاف البنادق الآلية. كما استولت النمور على عدة عربات مدرعة ودبابات وشاحنات عسكرية وجرافات وأنظمة اتصالات عالية التقنية. سيتم تذكر «معركة ممر الفيل» باعتبارها أكبر عتبة عسكرية في تاريخ القوات المسلحة السريلانكية. في النهاية قتل 204 جنديا و 150 متمردا. وجرح 357 جنديا آخر. من بين كبار ضباط الجيش الذين قتلوا كان العميد. بيرسي فرناندو، العقيد بهاتيا جاياتيلكا، العقيد نيل أكميمانا، العقيد هاريش هيواراشي واللفتنانت كولونيل هيواج هاواواسام. على جانب النمور، تم الإبلاغ عن مقتل قائد لواء، اللفتنانت كولون لاكشيا، 

## بعد
استمر القتال حتى منتصف مايو للسيطرة على شبه جزيرة جفنا (سريلانكا) ، وبحلول 9 مايو، ذكر نائب وزير الدفاع أن 758 جنديًا قد لقوا مصرعهم، وأصيب 2,368 وجرح 349 منذ بدء معركة ممر الفيل في 22 أبريل. أثار تقدم جبهة نمور تحرير تاميل إيلام مخاوف بشأن مستقبل حوالي 35000 جندي في شبه جزيرة جفنا (سريلانكا). كان الخوف هو أن نمور التاميل، بقوتها السريعة وقوتها المدفعية، يمكن أن تسيطر بسرعة على شبه الجزيرة بأكملها. مع إمكانية مواجهة الجيش لكارثة لا يمكن إصلاحها في جفنا (سريلانكا) ، طلبت الرئيسة كوماراتونغا من الهند المساعدة في إخلاء الجيش من جفنا (سريلانكا) ، ولكن الهند رفضت. قبل أيام قليلة من سقوط قاعدة «ممر الفيل»، أجرت الرئيسة شاندريكا كوماراتونجا بعض التغييرات المفاجئة في البنية الدفاعية. وقد تم تعيين رئيس أركان الدفاع المتقاعد روهان دالواتي في تهمة عامة من الخدمات الثلاث، وكان جنرال جاناكا بيريرا قائد المنطقة الشمالية والجنرال ساراث فونسيكا قائد جافنا. كانوا الأول قد أصروا على الأخير. دفعت جبهة نمور تحرير تاميل إيلام نحو جفنا (سريلانكا) ، ولكن في المعارك الكبيرة على طول خطوط الدفاع التي لم تقدم سوى القليل من القوة التكتيكية، عانت من خسائر فادحة على أيدي القوات السريلانكية التي تم تجهيزها بشكل جيد بالمدفعية الثقيلة والدعم الجوي والقيادة والالتزام. على الرغم من اكتساب موطئ قدم في منطقتي شافيكاتشي وأريالي، اضطرت جبهة نمور تحرير تاميل إيلام للتراجع إلى خطوط دفاع موهامالاي وناغاركوفيل بعد أن تكبدت خسائر فادحة من المدفعية والضربات الجوية. على الرغم من أن سقوط فيلم ممر الفيل كان بمثابة انتصار كبير، إلا أن سلسلة من النكسات سلطت الضوء على ضعف جبهة نمور تحرير تاميل إيلام ضد القوات العسكرية التقليدية في الصراع العادي.
وفي 3 سبتمبر 2000، شن الجيش هجوما مضادا واسع النطاق، يدعى «آجني كيلا»، لاستعادة بعض الأراضي التي تسيطر عليها حركة نمور التاميل إلى الجنوب من خطوطها الدفاعية، ولكن بعد التقدم على بعد بضعة كيلومترات واجهت القوات مقاومة شديدة. وقد عرقل الجيش وجود شريطين ضيقين من الأرض اضطرت قواتهما إلى التقدم. وقد سجلت جبهة نمور تحرير تاميل إيلام جميع مدافعها وقذائف هاون في هذه المنطقة. بالإضافة إلى ذلك، قامت على نطاق واسع بتفكيك شرائط الأرض، مما جعلها خطيرة للغاية بالنسبة للوحدات المدرعة. على الرغم من أن الجيش ادعى أنه تمكن من التقدم بشكل جيد في خطوط جبهة نمور تحرير تاميل إيلام، أجبرت الخسائر البشرية الثقيلة على الانسحاب إلى مواقعها الأصلية.
في عام 2006 تجدد القتال للسيطرة على شبه جزيرة جفنا (سريلانكا). خاضت القوات السريلانكية ومتمردو نمور التاميل معارك ضارية للسيطرة على شبه الجزيرة، مما أسفر عن مقتل المئات في غضون أشهر. في هجوم كبير شنته القوات المسلحة السريلانكية، أعيد الاستيلاء على ممر الفيل في 9 يناير 2009.